# أبواب مدينة تارودانت

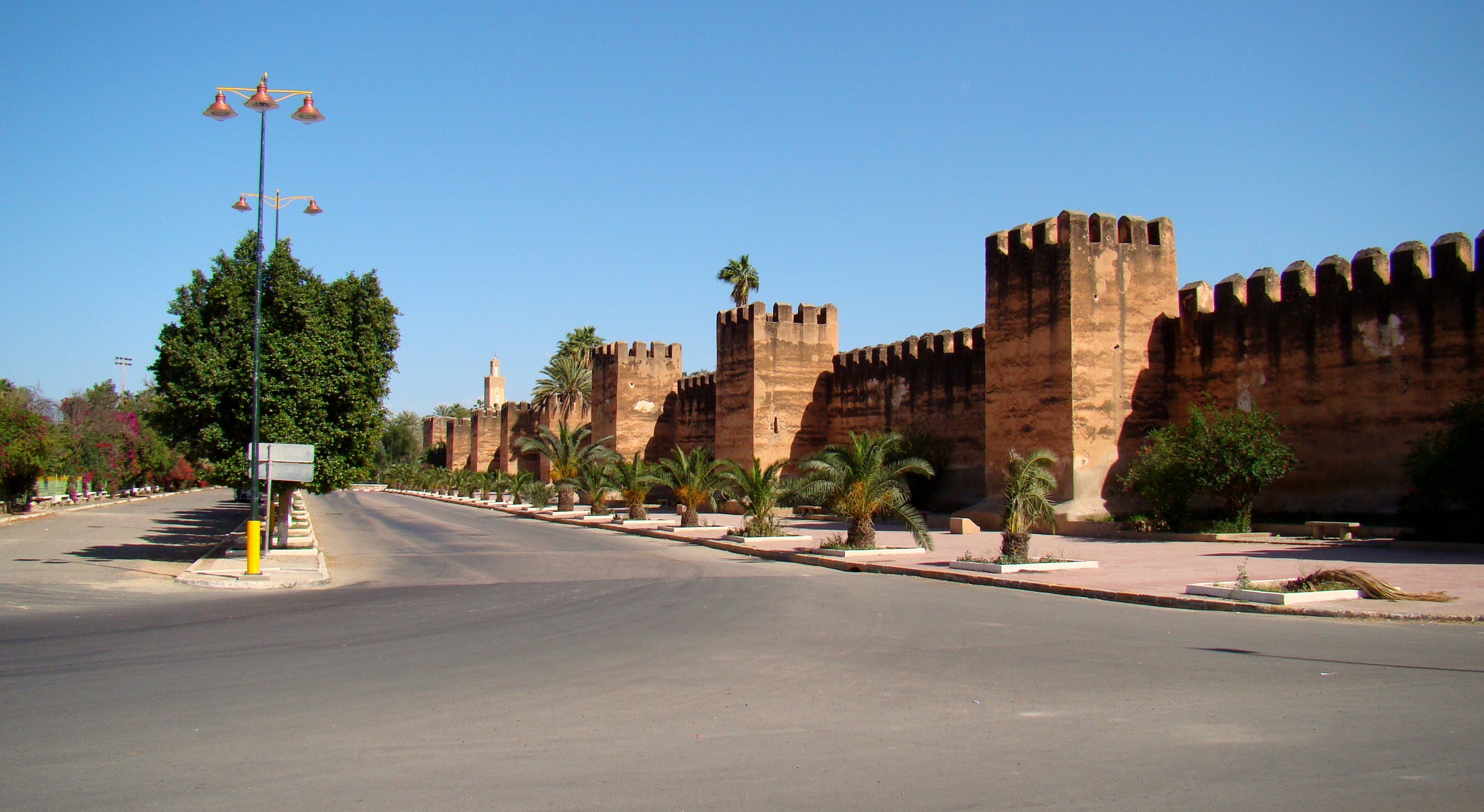
طريق باب الحجر.

تارودانت قاعدة بلاد السوس، والتي يرجع تاريخها إلى العهود القديمة، حيث كانت قبل الإسلام مركزًا حضريًا وتجاريًا، ثم اكتست أهمية بالغة في عهد الدولة المرابطية ثم الموحدية، حيث اعتمدت كقاعدة عسكرية لمراقبة منطقة سوس، وضمان استقرار الطرق التجارية الصحراوية، لكنها شهدت فتورًا في العهد المريني، بعد أن عمها الخراب بفعل الصراعات السياسية في المغرب، وبعد استقرار الحكم السعدي مع مطلع القرن 16م، حيث اتخذها السلطان المحمد الشيخ السعدي حصنا ومنطلقا للحكم السعدي بالمغرب، فشيد بها المعالم ورمم ودعم الأسوار وبني القصبة والجامع الأعظم والمدرسة العتيقة، وأثناء قيام الدولة العلوية، دخلها السلطان المولى الرشيد العلوي سنة 1670م لكنها شهدت مدا وجزرا عقب وفاة السلطان المولى إسماعيل العلوي بسبب الاضطرابات فكانت خلاها منطقة سوس خارجة عن السلطة المركزية إلى فترة حكم السلطان سيدي محمد بن عبد الله العلوي، ثم هدات أحوال المدينة بعد حركة السلطان المولاي الحسن الأول العلوي الذي قام بدور بارز في بسط سلطة الدولة على هذه المنطقة ومن ضمنها مدينة تارودانت
وخلال هذه العهود أحاط ملوك المغرب مدينة تارودانت العتيقة بسور يبلغ طوله 7,5 كلم. وقد بني على شاكلة الأسوار المغربية الأندلسية الوسيطية، وهو عبارة عن جدار من الطابية يدعمه 130 برجا مستطيلا و9 حصون، وتتخلل السور خمسة أبواب هي:

## باب الزركان
من أبواب مدينة تارودانت التاريخية، وقد ورد تعريفه عند الأستاذ حنداين في كتاب تارودانت حاضرة سوس أن هناك عدة تفسيرات لاسم هذا الباب، فالبعض يذهب إلى أن هذا الاسم له صلة ما بقبيلة صحراوية مرابطية تسكن المنطقة، والبعض الآخر يسميه الزرقان وهو نوع من الطيور، إلا أن الأصل المستساغ للأسم هو أن الزركان كلمة أمازيغية أتت على الصيغة العربية، فإيزركان جمع أزرك معناه الطاحونة، وهناك معطيات تؤكد هذه الفرضية كوجود معاصير للزيوت في المنطقة، ويتكرر هذا الاسم في المغرب كثيرًا، فمرزكان اسم امازيغي ينقسم إلى كلمتين: صاحبة إيزركان وهي المطاحن، تعبير عن مكان لمصنع المطاحن.

## باب تارغونت
من أبواب مدينة تارودانت التاريخية، وكان يسمى قديمًا باب الغزو، كتعبير عن الصراع حول المدينة بين المرابطين والموحدين، ثم تغير اسمه إلى باب تارغونت، وحسب بعض المصادر فإن الاسم هو اسم أميرة مرابطية، وهو على الصيغة الأمازيغية، وقد تكون له علاقة مع اسم تالغومت وهي الناقة، ولكن ما أصبح شبه مؤكد هو أن الاسم له علاقة بالصحراء حيث نجد فيها نفس الاسم.

## باب أولاد بونونة
من أبواب مدينة تارودانت التاريخية، وقد ورد تعريفه عند الأستاذ حنداين في كتاب تارودانت حاضرة سوس، أن هذا الباب ينسب إلى عناصر سكانية أندلسية انتقلت إلى تارودانت، ومنها أولاد بنونة الأسرة الأندلسية القادمة إلى منطقة سوس في القرن 16م، فأصبح اسمها يطلق على هذا الباب لأسباب متعددة لا مجال هنا لتحديدها.

## باب الخميس
من أبواب مدينة تارودانت التاريخية، منفتح قديمًا على السوق الأسبوعي الذي ينعقد يوم الخميس، كما هو شائع بين كل المدن المغربية.

## باب القصبة
من أبواب مدينة تارودانت التاريخية، وطابعه الهندسي كمجمل الأبواب دفاعي محض، وهو أحد مداخل القصبة التاريخية الجنوبي، والتي يرجع تاريخها إلى العهد المرابطي.

## باب الجديد
من أبواب مدينة تارودانت التاريخية، وهو أحد مداخل القصبة الشمالي، ويقابله في جنوب القصبة باب القصبة الحامل والمشهور باسمها.